# 李紫辉
李紫辉（1917年—1976年），原名李庶敏，辽宁法库人，1935年加入中国共产党，胶东地区第一任妇联主任，胶东妇女工作早期领导人，1949年后曾任辽宁省妇女联合会主任等职。

## 生平
李紫辉出生于1917年，幼年丧父，生活非常贫苦。1931年九一八事变后，中国东北地区沦陷于侵华日军之手，李紫辉在亲友的资助下到北平（今北京）读书。后来跟随母亲流亡到山东烟台，给一户德姓人家做童养媳，后在德老先生的支持下在烟台继续读书。李紫辉在就读于山东省立第八中学期间，李紫辉积极参加一二·九运动、抗议反动警察枪杀徐明娥事件的游行示威等学生运动，后在烟台中共党组织负责人吕志恒的领导下担任中共地下交通员。
1935年12月，李紫辉经吕志恒介绍加入中国共产党。1936年，任中国共产党胶东临时工作委员会委员。1936年12月间，由于叛徒的出卖，临时工委遭到破坏，包括书记理琪在内的多名党员被逮捕。1937年2月，临时工委机关迁往威海，吕志恒任书记，李紫辉随临时工委机关转移到威海一带工作。1937年10月，山东省队中华民族解放先锋队队部特派代表孙明光被派驻到威海，利用威海卫专员公署专员孙玺凤胞弟的身份开展统战工作，李紫辉是孙明光到威海后的接头人，在李紫辉的协助下，孙明光与威海中学教员、威海民先队部负责人袁时若、赵野民，政训处总干事孙端夫，海军教导队中队长郝道逵等人接上关系，在广大学生、官兵等先进分子中宣传武装抗日。1937年12月15日，因国共合作而得以保释出狱的理琪受山东省委指派回到胶东后重建中国共产党胶东特别委员会，李紫辉任特委委员。12月24日，中共胶东特委领导天福山起义，李紫辉参加了起义前准备工作。1938年1月15日，在胶东特委威海起义大会上，李紫辉代表胶东妇女向起义部队献上一面绣有“还我河山”的红旗。1938年8月，李紫辉担任中共胶东特委妇委书记。1938年12月，中共胶东特委改组为中国共产党胶东区委员会。1939年7月，李紫辉任中共胶东区党委妇委书记。1939年9月10日，第一次胶东妇女代表大会在莱阳召开，李紫辉在会上当选为胶东妇女抗日救国联合会会长。李紫辉在胶东工作期间，积极发动群众识字，教唱革命歌曲，动员妇女走出家门、共同抗日，为支援中国抗日战争做出卓越贡献。
1940年，根据中共党组织安排，李紫辉赴陕西延安学习。1943年至1945年，在延安中央党校学习。1946年，被调回山东，在华东党校组教科工作。1947年，调任中共沂水县委副书记。1948年11月至1950年4月，任中共济南特别市委（后改称中共济南市委）妇委会副书记、书记。后调任中国共产主义青年团浙江省委员会组织部长、浙江省妇女联合会主任、东北妇女工作委员会副主任、辽宁省妇女联合会主任、中国共产党辽宁省委员会委员等职。1956年，当选为中国共产党第八次全国代表大会代表。
“文化大革命”期间，李紫辉遭到迫害，致使病情加重，终因医治无效于1976年7月17日在陕西西安病逝。